# Suliukta
Suliukta (ruso: Сулюкта) o Sülüktü (kirguís: Сүлүктү) es una ciudad de la provincia de Batken en el suroeste de Kirguistán. Se ubica en la franja meridional del valle de Ferganá, en la frontera con Tayikistán.
Depende directamente de la provincia y no está subordinada a ningún raión. Tiene como pedanías el asentamiento de tipo urbano de Koshbulak y el pueblo de Koltso, en un área de 18 km². En 2009, Suliukta tiene 13 378 habitantes viviendo en la ciudad y 20 725 en el conjunto del término.

## Clima
Tiene un clima agudamente continental con inviernos fríos y veranos calurosos, si bien los inviernos no son muy largos. Su clima es como el de Isfana pero con menos lluvias.
| Parámetros climáticos promedio de Sulukta | Parámetros climáticos promedio de Sulukta | Parámetros climáticos promedio de Sulukta | Parámetros climáticos promedio de Sulukta | Parámetros climáticos promedio de Sulukta | Parámetros climáticos promedio de Sulukta | Parámetros climáticos promedio de Sulukta | Parámetros climáticos promedio de Sulukta | Parámetros climáticos promedio de Sulukta | Parámetros climáticos promedio de Sulukta | Parámetros climáticos promedio de Sulukta | Parámetros climáticos promedio de Sulukta | Parámetros climáticos promedio de Sulukta | Parámetros climáticos promedio de Sulukta |
| Mes                                       | Ene.                                      | Feb.                                      | Mar.                                      | Abr.                                      | May.                                      | Jun.                                      | Jul.                                      | Ago.                                      | Sep.                                      | Oct.                                      | Nov.                                      | Dic.                                      | Anual                                     |
| ----------------------------------------- | ----------------------------------------- | ----------------------------------------- | ----------------------------------------- | ----------------------------------------- | ----------------------------------------- | ----------------------------------------- | ----------------------------------------- | ----------------------------------------- | ----------------------------------------- | ----------------------------------------- | ----------------------------------------- | ----------------------------------------- | ----------------------------------------- |
| Temp. máx. media (°C)                     | 4                                         | 6                                         | 13                                        | 22                                        | 28                                        | 34                                        | 36                                        | 33                                        | 29                                        | 20                                        | 15                                        | 5                                         | 20.4                                      |
| Temp. mín. media (°C)                     | -2                                        | -1                                        | 4                                         | 11                                        | 15                                        | 20                                        | 21                                        | 19                                        | 14                                        | 8                                         | 4                                         | 0                                         | 9.4                                       |
| Precipitación total (mm)                  | 18                                        | 24                                        | 24                                        | 24                                        | 18                                        | 9                                         | 3                                         | 6                                         | 3                                         | 27                                        | 15                                        | 30                                        | 201                                       |
| Fuente:                                   |                                           |                                           |                                           |                                           |                                           |                                           |                                           |                                           |                                           |                                           |                                           |                                           |                                           |